# Cristovam Buarque
Cristovam Buarque (Recife, Brasil, 1944) és un polític brasiler. Membre del Senat del Brasil, exministre d'Educació i professor del Centre de Desenvolupament Sostenible de la Universitat de Brasília. Enginyer mecànic i doctor en Economia per la Universitat de la Sorbona, ha estat rector de la Universitat de Brasília. Al llarg de la seva àmplia carrera política ha estat també governador del districte federal de Brasília (1995-1998). L'any 2006 va abandonar el Partit dels Treballadors, on havia militat fins aleshores, i va ser candidat a la Presidència del Brasil pel Partit Democràtic Laborista. Com a senador, presideix la comissió de Drets Humans i Legislació Participativa.